# Oosterdok

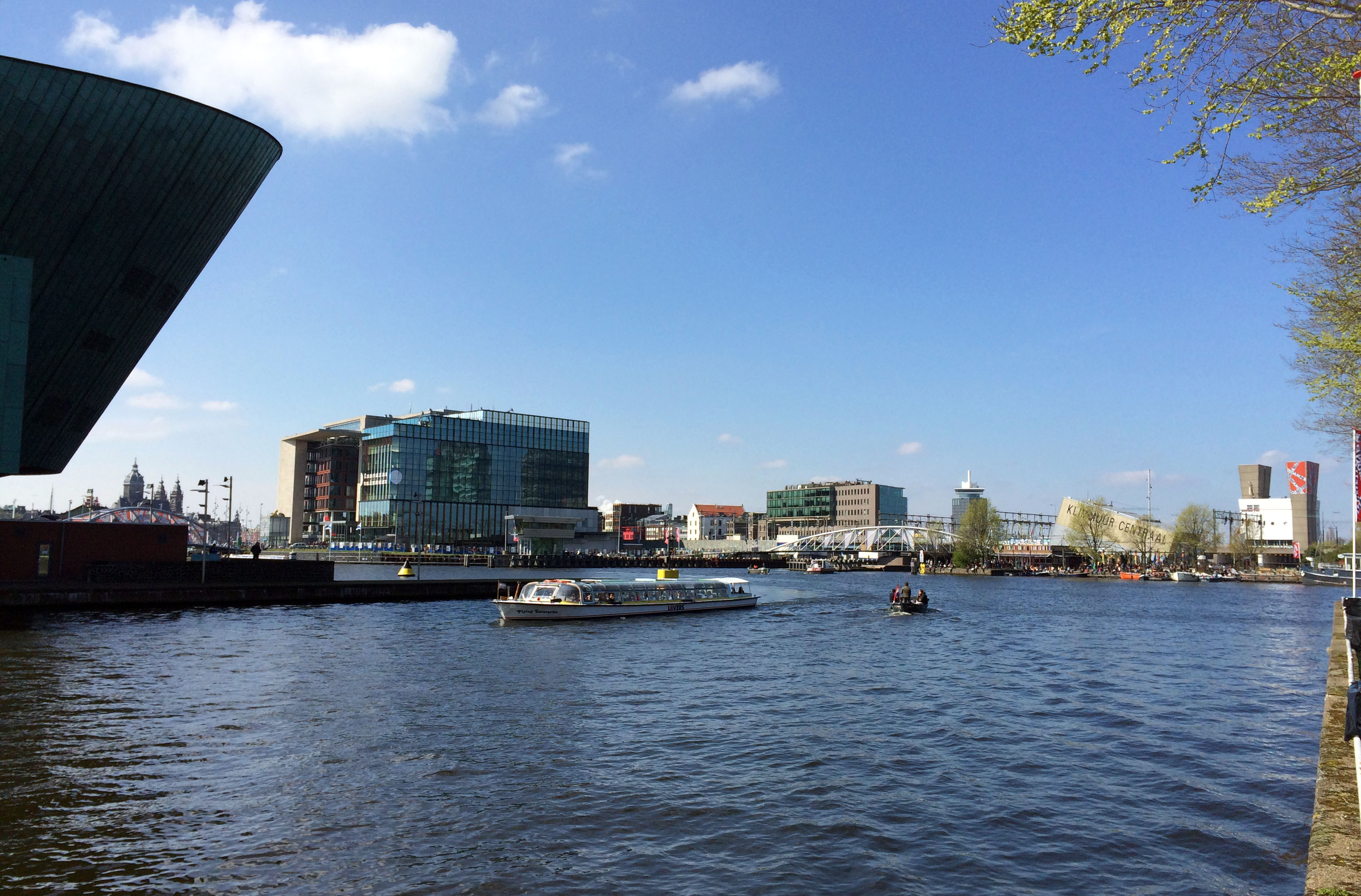
Oosterdok en Oosterdokseiland gezien vanaf het Marinierseiland. Van links naar rechts: NEMO, OBA, Conservatorium en de Oosterdoksdraaibrug richting de Dijksgracht

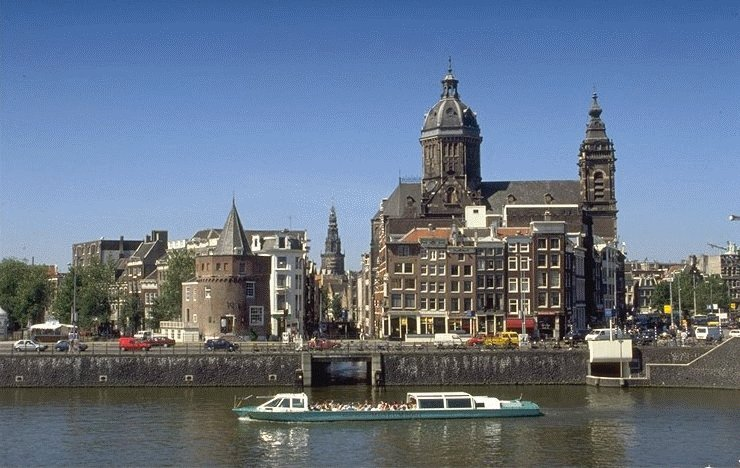
De Schreierstoren, de toren van de Oude Kerk en Sint-Nicolaasbasiliek, gezien vanaf het Oosterdok

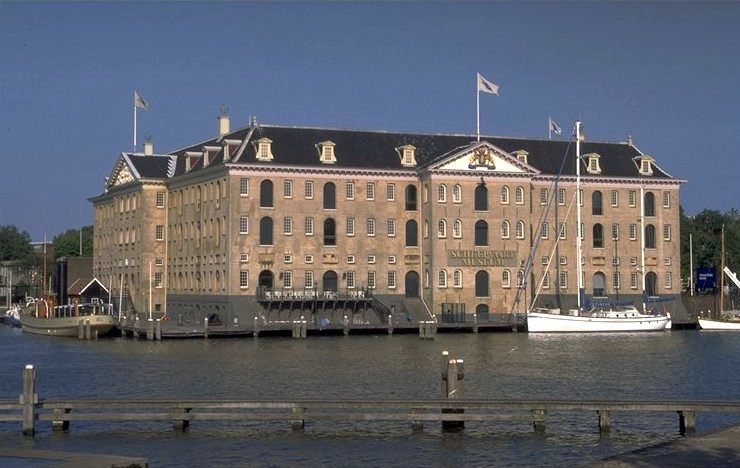
's Lands Zeemagazijn, gezien vanaf het Oosterdok

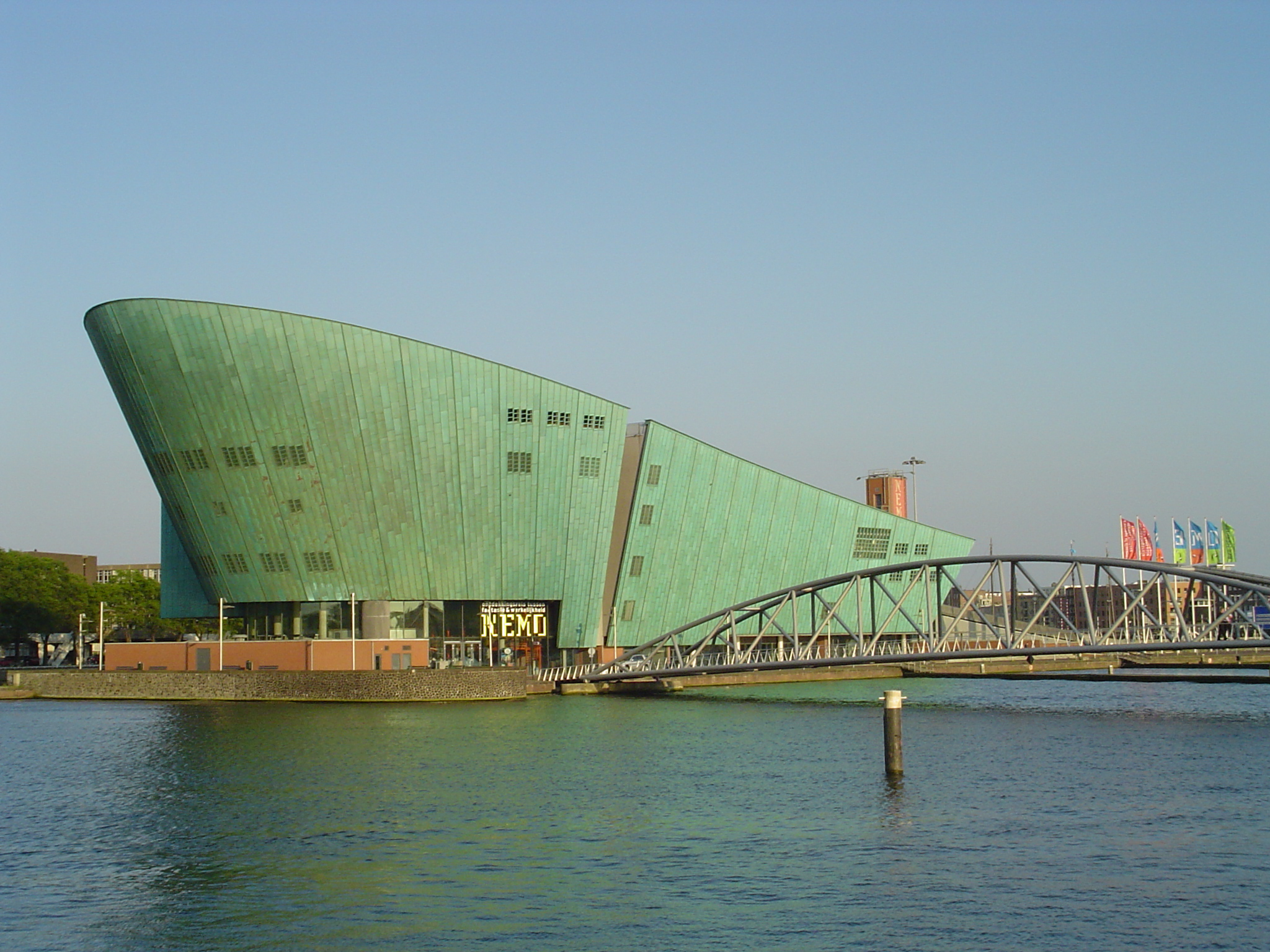
NEMO gezien vanaf de Oosterdokskade

Het Oosterdok is een water in Amsterdam. Het ontstond in 1832 toen door aanleg van de Oosterdoksdam dit deel van het IJ werd afgescheiden en daardoor ook geen eb en vloed meer kende in het toen nog in open verbinding met de Zuiderzee staande IJ.
Aan de oostzijde van het huidige Centraal station ontstond zo de omsloten watervlakte die nu Oosterdok heet. Aan de westkant van de oude stad ontstond op soortgelijke wijze het Westerdok.
Oosterdok is tevens de naam van een straat die rond het wetenschapsmuseum NEMO loopt.

## Centraal Station
De zuidoever van het IJ met de latere Prins Hendrikkade kwam door de aanleg van de spoorlijn in 1874 achter het latere stationsgebouw te liggen. Voor de bouw van het Centraal Station verrees in 1874 op het Oosterdokseiland een noodstation Oosterdok voor de toen geopende Oosterspoorweg naar Hilversum. In 1889 werd het Centraal Station geopend. Sindsdien vormt de spoorlijn de noordelijke begrenzing van het Oosterdok.

## Ontwikkeling
Het Oosterdok heeft vele ontwikkelingen gekend. In de jaren 60 van de 20e eeuw werd de IJtunnel aangelegd, waarvan de tunnelbak tot ver in het Oosterdok steekt. Het Oosterdokseiland, waar voordien voornamelijk een spoorwegemplacement was, werd aan de zuidzijde in de jaren 60 bebouwd met het nieuwe Hoofdpostkantoor. In 1997 werd, gebouwd op de fundamenten van de IJtunnel, het science center NEMO geopend.

## Oosterdokseiland
Op het Oosterdokseiland werd een groot deel van het voormalige hoofdkantoor van de PTT in 2005 gesloopt. In de toren die nog enkele jaren behouden bleef, huisde tijdelijk het Stedelijk Museum, waarvan de hoofd-locatie aan de Paulus Potterstraat verbouwd werd. In juli 2007 is de nieuwe Openbare Bibliotheek Amsterdam geopend. De bouw van het Conservatorium van Amsterdam is inmiddels voltooid (opening in 2008). Het resterende hoofdgebouw van de post werd uiteindelijk in 2010 alsnog gesloopt. Daarnaast kwam nog een Chinees zakencentrum, winkels, kantoren en woningen.

## Bezienswaardigheden
Naast NEMO ligt aan het Oosterdok ook het complex van het Marine Etablissement Amsterdam met het gebouw van 's Lands Zeemagazijn, waarin sinds 1973 Het Scheepvaartmuseum is gevestigd. Als onderdeel van het museum ligt de replica van de Oost-Indiëvaarder "Amsterdam" in het Oosterdok afgemeerd. Voorts zijn de "Vereniging Museumhaven Amsterdam" en ARCAM (het Architectuur Centrum Amsterdam) aan het Oosterdok gevestigd.

## Afbeeldingen

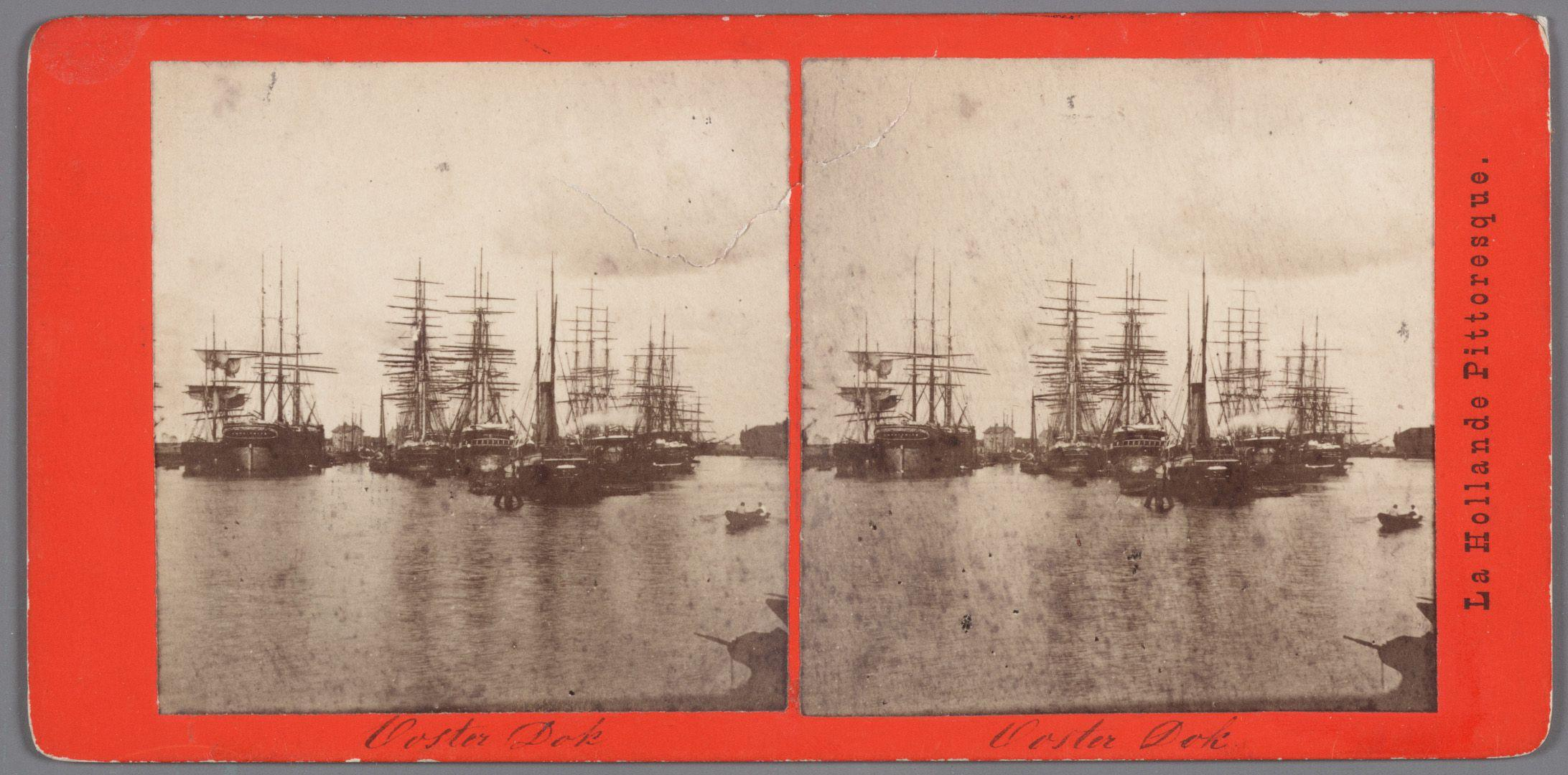
Zeilschepen in het Oosterdok (stereofoto van A.T. Rooswinkel, ca. 1870).
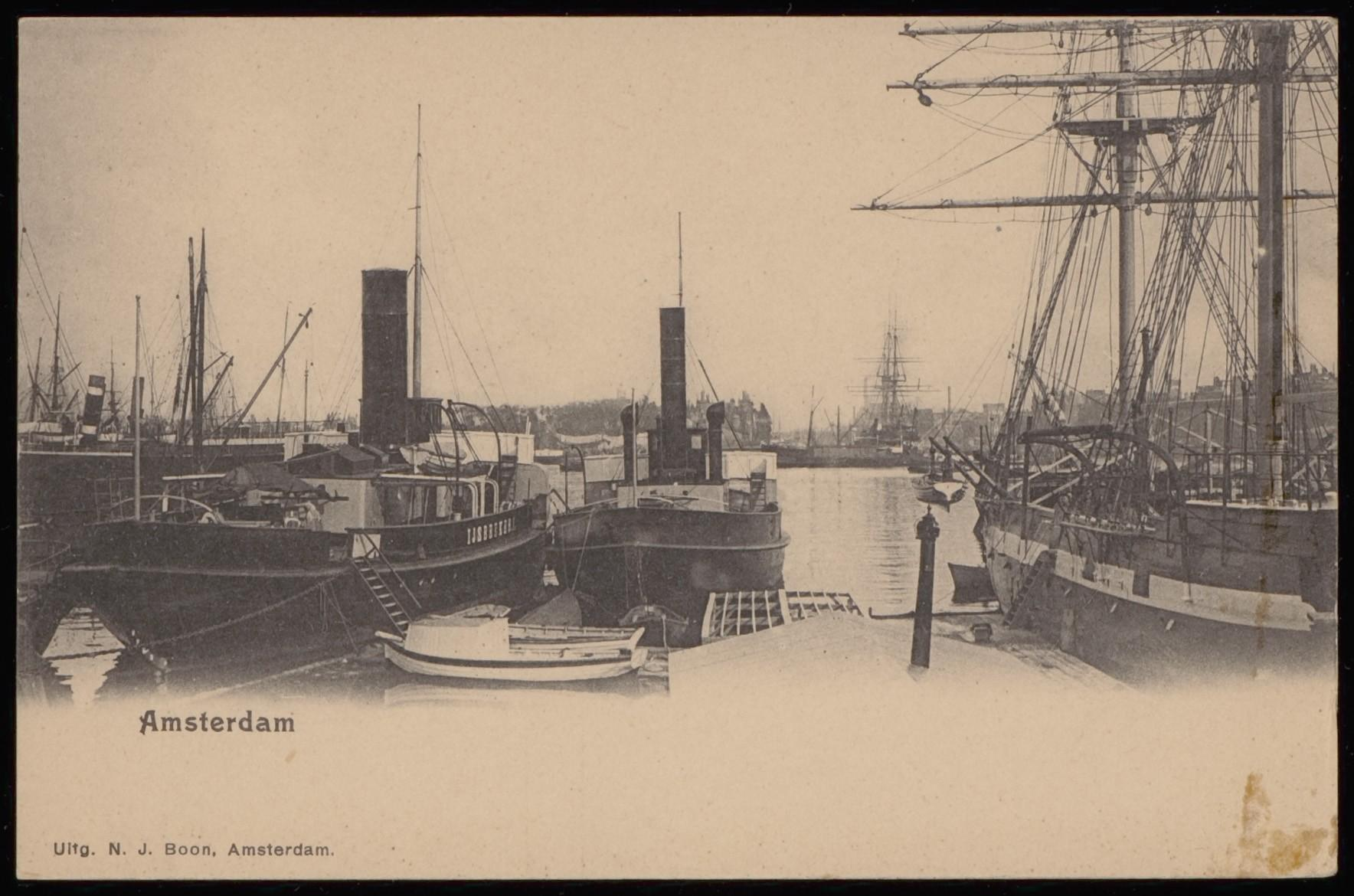
Twee ijsbrekers en een driemaster in het Oosterdok (fotograaf onbekend, ca. 1900).
Oosterdok - gezien vanaf het voormalige C.S. Post gebouw (foto van Fons Heijnsbroek, 2005).
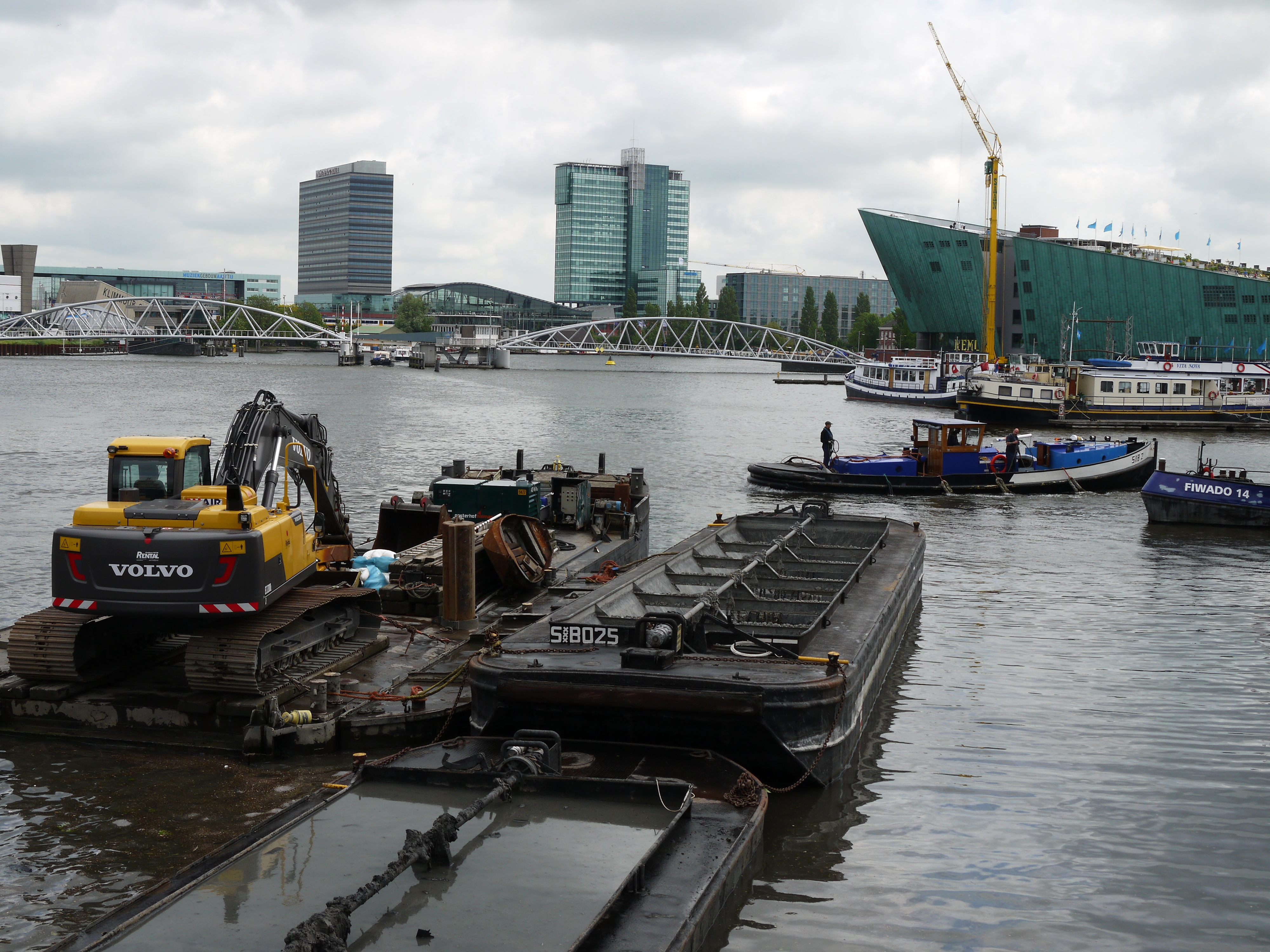
Baggerboten varen op het Oosterdok (foto van Fons Heijnsbroek, 2013).
Oosterdok, met links het Marineterrein (foto van Husky, 2017).